# Richard Gottehrer
Richard Gottehrer (* 1940) je americký autor písní a hudební producent. Narodil se v Bronxu a studoval historii na Adelphi University. Později strávil jeden rok na Brooklyn Law School, avšak následně se rozhodl začít kariéru v hudebním průmyslu. V roce 1966 založil se Seymourem Steinem společnost Sire Records. Na počátku své kariéry byl spolu s Jerrym Goldsteinem a Bobem Feldmanem členem skupiny The Strangeloves. Spolu jsou například autory písně „Sorrow“, kterou proslavil David Bowie. Jako producent se podílel například na albech Plastic Letters skupiny Blondie nebo Blank Generation od Richard Hell & the Voidoids.